# Bill Richmond
Bill Richmond est un boxeur américain combattant à mains nues né le 5 août 1763 à New York et mort le 28 décembre 1829 à Londres.

## Carrière
Tout d'abord esclave du Lord Percy, Duc de Northumberland, pendant la guerre d'indépendance des États-Unis, il se retrouve en Angleterre en 1777 où il apprend par lui-même les rudiments de la boxe. Richmond affronte notamment au cours de sa carrière le champion anglais Tom Cribb et ne s'incline qu'au 60e round à l'issue d'un combat resté longtemps indécis.

## Distinction
- Bill Richmond est membre de l'International Boxing Hall of Fame depuis 2005.